# Большая Шориха
Большая Шориха — река в Туруханском районе Красноярского края, правый приток Енисея.
Длина реки составляет 63 км, площадь бассейна — 800 км². Протекает в заболоченной тайге среди западных отрогов Среднесибирского плоскогорья. Исток в 9 км к юго-востоку от южной оконечности озера Мундуйское. Течёт на юго-запад и впадает в Енисей по правому берегу в 947 км от его устья и в 43 км ниже Туруханска.
Вблизи устья реки ранее существовал населённый пункт Якуты. В 3,5 км выше устья реки в Енисей впадает Малая Шориха.
Основные притоки (от устья, в скобках указана длина в км):
- 16 км лв: Каменная (35)
- 23 км лв: Надпорожная (32)
- 39 км лв: Лесной Увал (16)
- 40 км лв: Тихий (13)

По данным государственного водного реестра России относится к Енисейскому бассейновому округу.
Код водного объекта — 17010800212116100099555.